# Perovskita

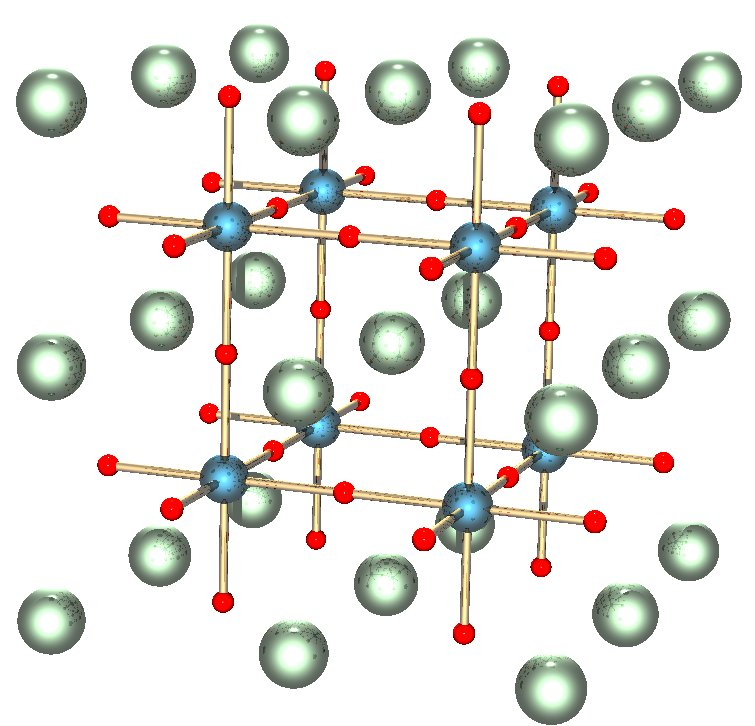
Estrutura da perovskita. As esferas vermelhas são de átomos de oxigênio, azul-escuro cátions menores de metal e verde/azul são cátions maiores de metal

A perovskita (óxido de cálcio e titânio, CaTiO3), é um mineral relativamente raro ocorrendo na forma de cristais ortorrômbicos (pseudocúbicos). A perovskita ocorre em rochas metamórficas e associada a intrusões máficas, a sienitos nefelínicos e raramente a carbonatitos. A perovskita foi descoberta nos montes Urais da Rússia por Gustav Rose em 1839, e foi nomeado em homenagem ao mineralogista russo Lev A. Perovski (1792–1856).
Sob as condições de alta pressão do manto a piroxena enstatita, MgSiO3, é um polimorfo da perovskita e pode ser o mineral mais comum na Terra.
É também o nome de um grupo de cristais que apresentam a mesma estrutura cristalina (estrutura perovskita). A fórmula química básica é ABO3, onde A e B são catiões de diferentes tamanhos como, por exemplo, LaMnO3. A estrutura aproximada é a de um cubo centrado nas faces, porém, a diferença entre os catiões A e B pode distorcer esta estrutura, inclinando-a.
A estrutura da perovskita apresenta a característica de efeito ferroelétrico como a granada e a olivina. Muitas cerâmicas supercondutoras têm a estrutura da perovskita.